# دسنا (ناحیه سویتاوی)
دسنا (به چکی: Desná) یک منطقهٔ مسکونی در جمهوری چک است که در ناحیه سویتاوی واقع شده‌است. دسنا ۴٫۷۶ کیلومتر مربع مساحت و ۳۳۷ نفر جمعیت دارد و ۴۵۵ متر بالاتر از سطح دریا واقع شده‌است.